# Landkreis Loben
Der Landkreis Loben (bis 1941 Landkreis Lublinitz) war während der deutschen Besetzung Polens von 1939 bis 1945 ein Landkreis in Ost-Oberschlesien. Er umfasste am 1. Januar 1945 die drei Städte Guttentag, Loben und Woischnik sowie weitere 61 Gemeinden und zwei Forstgutsbezirke.

## Verwaltungsgeschichte
Beim Überfall auf Polen wurde der polnische Kreis Lubliniec im September 1939 von der Wehrmacht besetzt und zum 26. Oktober 1939 unter dem Namen  Landkreis Lublinitz Teil des neugebildeten Regierungsbezirks Kattowitz in der Provinz Schlesien. Am 20. November 1939 erfolgte die völkerrechtswidrige Eingliederung des Landkreises Lublinitz aus dem Regierungsbezirk Kattowitz in den Regierungsbezirk Oppeln. Nunmehr wurde auch der Landkreis Guttentag von Lublinitz aus mitverwaltet. Zum 18. Januar 1941 wurde die Provinz Schlesien abermals aufgelöst. Aus den bisherigen Regierungsbezirken Kattowitz und Oppeln wurde die neue Provinz Oberschlesien gebildet. Am 21. Mai 1941 erhielt der Landkreis Lublinitz den eingedeutschten Namen Landkreis Loben. Zum 1. Juni 1941 wurden die beiden Landkreise Guttentag und Loben zum neuen Landkreis Loben mit dem Landratsamt in Loben vereinigt. Im Frühjahr 1945 wurde das Gebiet des Landkreises Loben durch die Rote Armee besetzt und gehört seitdem vollständig zu Polen.

## Politik

### Landkommissar
1939–9999: Heinrich Wartmann

### Landräte
1939–1945: Heinrich Wartmann

## Kommunalverfassung
Drei Monate nach der Eingliederung in das Deutsche Reich wurde allen Gemeinden des Landkreises Lublinitz am 26. Januar 1940 die im Altreich gültige Deutsche Gemeindeordnung vom 30. Januar 1935 verliehen. Eine neue Kreisverfassung wurde im Westteil des Kreises (früherer Landkreis Guttentag) nicht mehr geschaffen; es galt weiterhin die Kreisordnung für die Provinzen Ost- und Westpreußen, Brandenburg, Pommern, Schlesien und Sachsen vom 19. März 1881. Diese wurde mit Wirkung vom 1. April 1942 aufgehoben und zwar mit Ausnahme der Bestimmungen über die Amtsbezirke und Amtsvorsteher. Von diesem Zeitpunkt an galt für das gesamte Kreisgebiet das in den eingegliederten Ostgebieten geltende Kreisrecht.